# 池田秀雄 (衆議院議員)

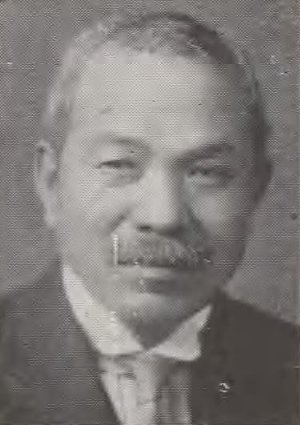
池田秀雄

池田 秀雄（いけだ ひでお、1880年（明治13年）2月2日 - 1954年（昭和29年）1月20日）は、日本のジャーナリスト、内務官僚、政治家。衆議院議員。

## 経歴
佐賀県出身。池田轍の三男として生まれる。第五高等学校を経て、1909年、東京帝国大学法科大学を卒業。同年11月、文官高等試験行政科試験に合格するが、朝日新聞社に入社。1910年、内閣拓殖局属となる。以後、拓殖局書記官、長野県理事官、広島県理事官、宮城県視学官、岐阜県警察部長、外務事務官兼内務書記官、広島県・宮城県の各内務部長などを歴任。
1924年6月、秋田県知事に就任。同年12月、朝鮮総督府へ転じ殖産局長となる。1929年7月、北海道庁長官となり、1931年10月まで在任し退官した。
退官後、京城日報社長に就任。1932年2月、第18回衆議院議員総選挙において佐賀県第1区に立憲民政党から出馬し当選。以後、1942年4月の第21回総選挙まで連続4回の当選を果した。この間、立憲民政党総務、改進党顧問、廣田内閣の商工政務次官などを務めた。
戦後、大政翼賛会の推薦議員のため公職追放となった。

## 栄典
- 1927年（昭和2年）9月1日 - 従四位[3]

## 著作
- 平井三男との共著『朝鮮読本』松山房、1929年。
- 『満洲統治論』日本評論社、1934年。
- 『朝鮮産業政策の絶好なる転換期』金港堂書籍、1935年
- 『ソ連政治の研究』理想社、1954年。